# Telstar in het seizoen 1999/00
Het seizoen 1999/2000 was het 37e jaar in het bestaan van de Velsense betaaldvoetbalclub Telstar. De club kwam uit in de Eerste divisie en eindigde daarin op de 13e plaats. Tevens deed de club mee aan het toernooi om de KNVB Beker, hierin werd in de tweede ronde verloren van RKC Waalwijk (0–2).

## Wedstrijdstatistieken

### Eerste divisie
|       | ADO Den Haag | Dordrecht '90 | Eindhoven | Emmen | Excelsior | Go Ahead Eagles | FC Groningen | HFC Haarlem | Helmond Sport | Heracles Almelo | NAC   | RBC Roosendaal | TOP Oss | BV Veendam | FC Volendam | VVV   | FC Zwolle |
| ----- | ------------ | ------------- | --------- | ----- | --------- | --------------- | ------------ | ----------- | ------------- | --------------- | ----- | -------------- | ------- | ---------- | ----------- | ----- | --------- |
| Thuis | 2 – 0        | 0 – 3         | 2 – 1     | 0 – 1 | 1 – 1     | 0 – 3           | 0 – 2        | 1 – 2       | 1 – 0         | 0 – 2           | 0 – 2 | 2 – 4          | 3 – 0   | 3 – 1      | 3 – 1       | 5 – 0 | 0 – 4     |
| Uit   | 1 – 4        | 0 – 0         | 3 – 0     | 2 – 0 | 0 – 2     | 3 – 0           | 5 – 0        | 1 – 3       | 2 – 0         | 2 – 1           | 2 – 0 | 3 – 2          | 2 – 1   | 2 – 2      | 0 – 3       | 1 – 0 | 3 – 3     |

### KNVB Beker
| Groepsfase                                             | Hollandia                                | 0 – 2 (0 – 0) | Telstar             |
| 6 augustus 1999 Plaats: Hoorn Sportpark Julianapark    |                                          |               | 52', 54' Jamal Dibi |
| Groepsfase                                             | FC Volendam                              | 0 – 0         | Telstar             |
| 25 augustus 1999 Plaats: Volendam Veronicastadion      |                                          |               |                     |
| 2e ronde                                               | RKC Waalwijk                             | 2 – 0 (2 – 0) | Telstar             |
| 23 september 1999 Plaats: Waalwijk Mandemakers Stadion | Rick Hoogendorp 10' Dejan Govedarica 21' |               |                     |

## Statistieken Telstar 1999/2000

### Eindstand Telstar in de Nederlandse Eerste divisie 1999 / 2000
| Stand | Gespeeld | Gewonnen | Gelijk | Verloren | Punten | Doelpunten voor | Doelpunten tegen |
| ----- | -------- | -------- | ------ | -------- | ------ | --------------- | ---------------- |
| 13e   | 34       | 11       | 4      | 19       | 37     | 44              | 59               |

### Topscorers
| #                 | Naam                 | Goal |
| ----------------- | -------------------- | ---- |
| 1.                | Sergio Ommel         | 14   |
| 2.                | Jamal Dibi           | 8    |
| 3.                | Ronnie van Es        | 4    |
| 4.                | Melvin Holwijn       | 3    |
| 4.                | Richard Stricker     | 3    |
| 6.                | Rudy Aerts           | 2    |
| 6.                | Raimundo Mendes      | 2    |
| 8.                | Wouter van den Herik | 1    |
| 8.                | Berry Janssen        | 1    |
| 8.                | Germaine Levant      | 1    |
| 8.                | André de Ridder      | 1    |
| 8.                | Danny Schenkel       | 1    |
| 8.                | Justin Stuy          | 1    |
| 8.                | Ardon de Waard       | 1    |
| Onbekend doelpunt |                      |      |
| –                 | Onbekend             | 1    |
| Totaal            | Totaal               | 44   |

| #      | Naam       | Goal |
| ------ | ---------- | ---- |
| 1.     | Jamal Dibi | 2    |
| Totaal | Totaal     | 2    |

## Voetnoten
ADO Den Haag ·
Dordrecht '90 ·
Eindhoven ·
Emmen ·
Excelsior ·
Go Ahead Eagles ·
FC Groningen ·
Haarlem ·
Helmond Sport ·
Heracles Almelo ·
NAC ·
RBC Roosendaal ·
Telstar ·
TOP Oss ·
BV Veendam ·
FC Volendam ·
VVV ·
FC Zwolle